# Hemerobius pacificus
Hemerobius pacificus är en insektsart som beskrevs av Banks 1897. Hemerobius pacificus ingår i släktet Hemerobius och familjen florsländor. Inga underarter finns listade i Catalogue of Life.